# Мюль, Лукас
Лукас Мюль (нем. Lukas Mühl; родился 27 января 1997 года, Цвизель, Германия) — немецкий футболист, защитник «Специи».

## Клубная карьера
Лукас Мюль является воспитанником «Нюрнберга». За резервную команду дебютировал в матче против «Байройта». Свой первый гол забил в ворота «Унтерхахинга». За «Нюрнберг» дебютировал в матче против футбольного клуба «Падерборн 07». Из-за травмы головы пропустил 11 дней. Свой первый гол забил в ворота «Динамо Дрезден». Из-за надрыва синдесмоза, травмы подколенного сухожилия и разрыва суставной капсулы пропустил 101 день. Всего за клуб сыграл 145 матчей, где забил 5 мячей.
20 июля 2021 года перешёл в «Аустрию». За клуб дебютировал в матче против «Рида». Свой первый гол забил в ворота «Рапида (Вена)». Из-за неизвестных повреждений и болезни пропустил 3 матча. 12 октября получил травму паха и пропустил 114 дней и 9 матчей.

## Карьера в сборной
Играл за сборную Германии до 20 лет. В её составе сыграл 7 матчей.